# ESTCube-1

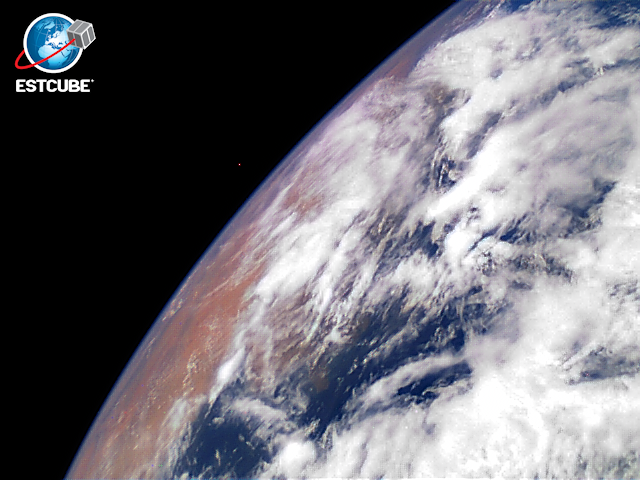
La prima immagine della Terra scattata da ESTCube-1.

ESTCube-1 è il primo satellite artificiale estone. È stato sviluppato dal Programma estone per il satellite studentesco e lanciato il 7 maggio 2013 con un vettore Vega. Il satellite studentesco fa parte di un progetto a cui partecipano studenti di università e scuole superiori. Durante la progettazione sono stati rispettati gli standard dei cubesat, ottenendo un satellite di dimensioni 10×10×11,35 cm e massa di 1,048 kg.